# Van Halen (album)
Treść tego artykułu od 2017-04 może nie być zgodna z zasadami neutralnego punktu widzenia.
Dokładniejsze informacje o tym, co należy poprawić, być może znajdują się w dyskusji tego artykułu.
 Po wyeliminowaniu niedoskonałości należy usunąć szablon {{Dopracować}} z tego artykułu.
Van Halen – pierwszy album studyjny zespołu Van Halen, wydany 10 lutego 1978 r.
W 2003 r. album został sklasyfikowany na 415. miejscu listy 500 albumów wszech czasów magazynu Rolling Stone.
Album Van Halen był debiutem grupy Van Halen i od razu osiągnął wielki sukces. Jest uważany za jeden z najważniejszych albumów rockowych w historii. Wśród utworów godnych uwagi należy wymienić „Eruption” – niesamowite solo gitarowe w wykonaniu Eddiego Van Halena. Większość piosenek na tym albumie jest zagrane ostro i w szybkim tempie – wyjątkiem jest „Ice Cream Man”, gdzie pierwsza część jest zagrana na gitarze akustycznej. Płyta zdobyła wiele nagród – w 1978 r. uzyskała miano złotej i platynowej, a w 1996 r. diamentowej.

## Lista utworów
| 1.  | "Runnin' with the Devil"         | 3:32  |
|     |                                  |       |
| 2.  | "Eruption"                       | 1:42  |
|     |                                  |       |
| 3.  | "You Really Got Me" (Ray Davies) | 2:37  |
|     |                                  |       |
| 4.  | "Ain't Talkin' 'bout Love"       | 3:47  |
|     |                                  |       |
| 5.  | "I'm the One"                    | 3:44  |
|     |                                  |       |
| 6.  | "Jamie's Cryin'"                 | 3:30  |
|     |                                  |       |
| 7.  | "Atomic Punk"                    | 3:00  |
|     |                                  |       |
| 8.  | "Feel Your Love Tonight"         | 3:40  |
|     |                                  |       |
| 9.  | "Little Dreamer"                 | 3:22  |
|     |                                  |       |
| 10. | "Ice Cream Man" (John Brim)      | 3:18  |
|     |                                  |       |
| 11. | "On Fire"                        | 3:01  |
|     |                                  |       |
|     |                                  | 35:13 |
|     |                                  |       |

## Twórcy
- David Lee Roth – śpiew
- Eddie Van Halen – gitara prowadząca
- Michael Anthony – gitara basowa
- Alex Van Halen – perkusja

## Single
(Wszystkie wydane w 1978 roku)
1. "You Really Got Me"
2. "Runnin' With the Devil"
3. "Jamie's Crying"
4. "Ain't Talkin' 'Bout Love"